# Холмы Ларсеманн
Холмы Ларсеманн — группа свободных от покровного оледенения полуостровов и островов залива Прюдс Восточной Антарктиды.

## Топоним
Территория Холмов Ларсеманна была впервые посещена и названа командой норвежского китобойного судна Торсхавн, снаряжённого Ларсом Кристенсеном в феврале 1935 года.

## География
Общая площадь около 50 км², средняя высота 40 м, высшая точка — 180 м. На юге ограничены склоном ледникового щита, на юго-западной окраине — выводным ледником Далк. Территория представляет собой низкий мелкосопочник, в углублениях рельефа находится 150 озёр разных размеров (Дискуссионное, Прогресс и др).

## Климат
Из-за свойств подстилающей поверхности (скалы, грунт, водные поверхности), температуры воздуха на Холмах Ларсеманна выше, чем на окружающих ледяных полях в среднем на 1-2 °С и составляет −9,8 °С. Летом средние температуры зачастую положительные, от +4,0 до +10,0 °С), зимой температура в пределах −15,0 и −18,0 °С.
Среднегодовая относительная влажность в районе 60 %; годовое количество осадков в виде снега достигает 250 мм; ветреных дней много, при этом средние скорости ветра в пределах 5-8 м/с

## Полезные ископаемые
На территория Холмов Ларсеманна обнаружены богатые запасы минералов, некоторые из них имеются только здесь. Это боросиликаты — призматин, грандидьерит, турмалин, боралсилит, вердингит и фосфаты — вагнерит, шопинит, мелоносефит, изокит.

## Научные исследования
В районе Холмов Ларсеманна расположено несколько полярных станций:
- Прогресс
- Чжуншань
- Лоу-Раковице
- Бхарати